# Louis Richard
Louis Paul Emile Richard (Rennes, 31 de marzo de 1795-París, 11 de marzo de 1849) fue un profesor de matemáticas francés del siglo XIX.

## Biografía
Un defecto físico, fruto de un accidente de niño, le impidió seguir la carrera militar como su padre, un oficial de artillería. En 1814 fue nombrado jefe de estudios del Lycée de Douai. En 1815 entró en el colegio real de Pontivy como profesor de matemáticas especiales y de ciencias físicas. En 1820 ocupó la plaza de profesor de matemáticas elementales en el colegio real de San Luis (París) y, finalmente, en 1827 entró en el Lycée Louis-le-Grand, donde se hizo cargo de la enseñanza de matemáticas especiales hasta su fallecimiento. Como profesor, Richard gozó de gran talento y la libertad para dar a la enseñanza de las matemáticas su propio enfoque dirigido a obtener los mejores resultados. Así, destacó por no limitarse a ofrecer la instrucción suficiente para superar el ingreso en la Escuela Politécnica, sino que abundó en la formación de las principales teorías modernas, incluyendo los avances en geometría proyectiva de Jean-Victor Poncelet, del que fue gran admirador.
Richard no publicó ningún libro ni artículo original, a pesar de que sus compañeros y alumnos le invitaron muchas veces a que lo hiciera. Pero es conocido por haber sido el profesor de secundaria de célebres matemáticos como Evariste Galois o Charles Hermite, o el astrónomo Urbain Le Verrier, entre otros. Su relación con Galois, por ejemplo, fue especialmente estimulante para su alumno.